# زعتر

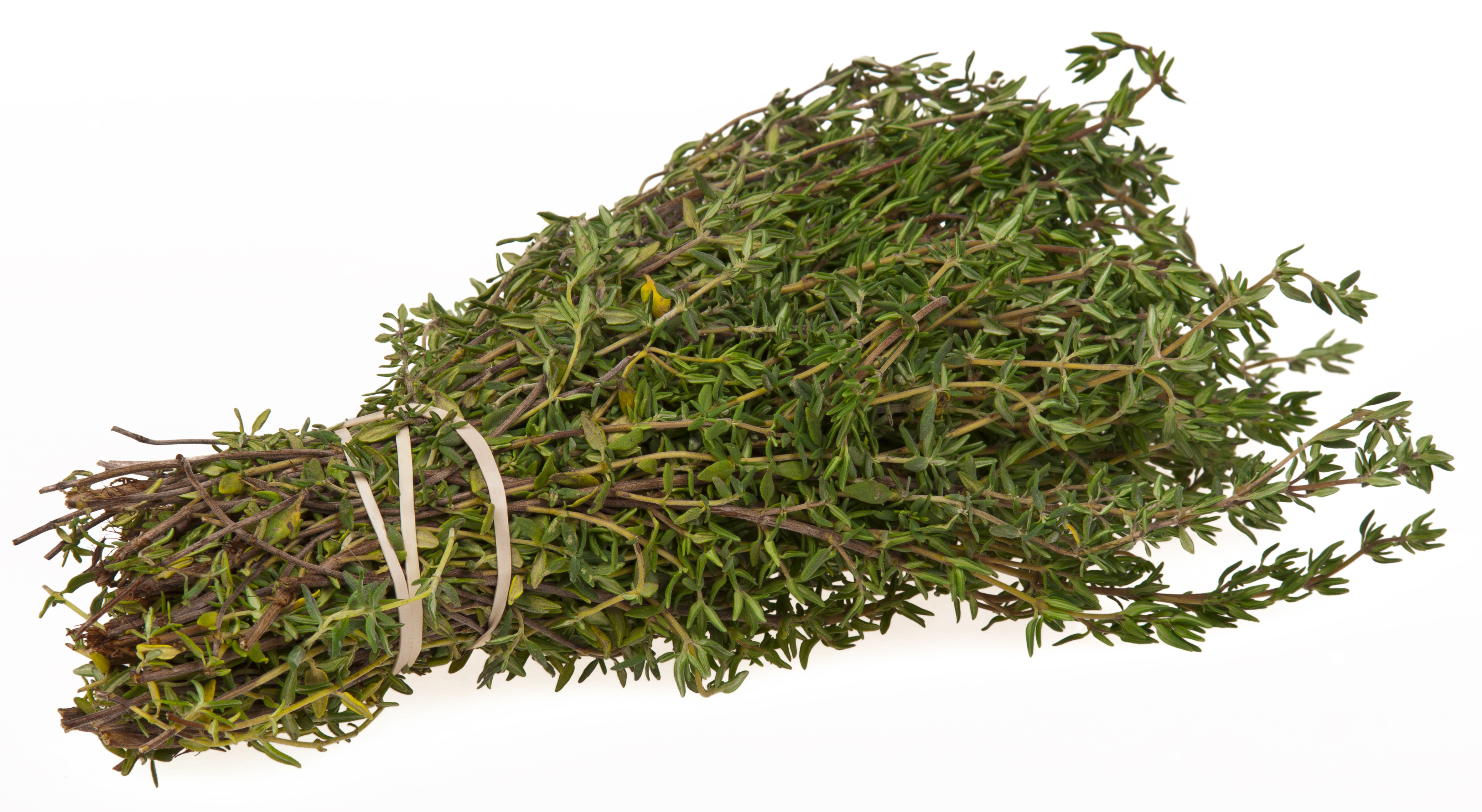
حزمة من الزعتر

الزعتر أو صعتر هي عشبة دائمة الخضرة تستخدم لأغراض الطهي والطب، ومن أكثر أنواعها شيوعًا زعتر شائع، يعتبر الزعتر من جنس زعتر من عائلة شفوية، ويتربط مع مردقوش شائع من جنس مردقوش.
يوصف الزعتر بأنه منخفض الطول يصل طوله تقريبًا إلى (6 - 12 بوصة)، أوراقه صغيرة خضراء اللون، لها رائحة عطرية، سيقانها خشبية ورفيعة ويوجد لها أكثر من خمسين نوع مختلف في العطور (الروائح) والنكهات.

## معلومات تاريخية
استخدم المصريون القدماء الزعتر في التحنيط، واستخدمه اليونانيون القدماء في الحمامات، وأحرقوه كـبخور في معابدهم، اعتقادًا أنه مصدر الشجاعة. من المعتقد أن انتشار الزعتر في جميع أنحاء أوروبا يرجع إلى الرومان، إذ استخدموه لتنقية غرفهم و«إضفاء نكهة عطرية للجبن والمشروبات الكحولية». في العصور الوسطى الأوروبية، وُضع هذا العشب تحت الوسائد للمساعدة على النوم ومنع الكوابيس في تلك الفترة، وفي كثير من الأحيان، كانت تعطي النساء الفرسان والمحاربين أيضًا بالهدايا ومن بينها أوراق الزعتر، اعتقادًا منهم أنها تجلب الشجاعة لحامليها. استُخدم الزعتر أيضًا كبخور وكان يوضع في التوابيت في أثناء الجنائز، إذ اعتقدوا أنه يضمن العبور الآمن إلى الحياة الآخرة.

## فوائد الزعتر
- زعتر

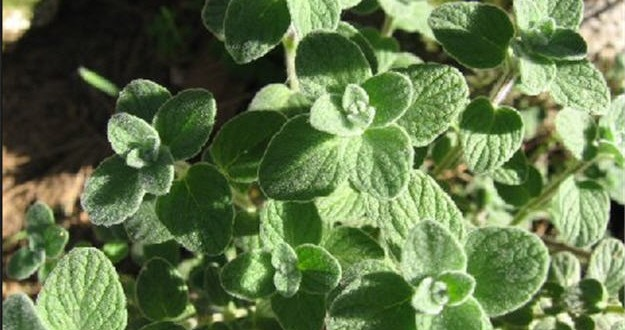
زعتر

- يعتبر مصدر المغنيسيوم والزنك والبوتاسيوم والحديد[8][9][10]

## الزراعة والتخزين
إن الأفضل زراعة الزعتر في الأماكن الحارة والمشمسة وفي التربة الخصبة جيدة التصريف. وبوجه عام يُزرع الزعتر في فصل الربيع، وينمو بعد ذلك على أنه نبات معمر. يمكن بذره عن طريق البذور أو القطع الصغيرة أو تقسيم أجزاء الجذور للنبات. كما يتحمل على ظروف الجفاف بطريقة جيدة. وتتحمل هذه النباتات أماكن التجمد الشديد وتنمو الأنواع البرية منه في المرتفعات الجبلية. يوجد على مستوى سطح البحر على طول شاطئ الريفييرا (Riviera) إلى ارتفاع يصل إلى 800 متر
يُفَضَّل قطع سيقان الزعتر قبل أن يبدأ بالتزهير، ولا بأس بقطعه (حصاده) خلال الموسم
يمكن تجفيف الزعتر بعد ذلك من خلال تركه في مكان مظلم ودافئ وجيد التهوية حتى تجف أوراقه، وعند ذلك تُلتَقَط من الساق وتُخَزَّن في حافظات مغلقة بإحكام، يمكن للزعتر المجفف أن يبقى مُخزَّناً لمدة تصل إلى عامين، بينما يبقى الزعتر الطازج لأسبوع تقريباً (في الثلاجة)، وإذا أصبح قديماً سيبدأ بالتحول للون الأسود 

## استخدامات الطهي
احتفظت بلاد الشام والآشوريون ببهارات الزعتر كمكون حيوي في الطهي. وهو أحد المكونات المشهورة في مجموعة البهارات الجافة ومجموعة الأعشاب الجافة.
يباع الزعتر أخضر ومجففًا ولكن النوع الأخضر ألذ في الطعم، ولكنه أيضًا ليس ملائمًا بما فيه الكفاية، إذا لا تتعدى مدة تخزينه أكثر من أسبوع. وفي أثناء موسم الصيف، يتوافر الزعتر الأخضر في كثير من الأحيان في الصوب الزراعية على مدار العام.
عادة ما يباع الزعتر الأخضر بعناقيد الأغصان. الغصن هو ساق مقصوصة من النبات. وهو يتكون من ساق خشبية تحتوي على فروع بها أزواج من الأوراق والأزهار ("الأوراق") المسافة بين كل منها تتراوح من ½ إلى 1". يتم تقدير الزعتر في الوصفات الطبية بالعنقود (أو جزء منه) أو بالغصن أو بملعقة كبيرة أو بملعقة صغيرة. يُستخدم الزعتر المجفف في أرمينيا على نطاق واسع (يسمى الأرك) (Urc) ويضاف إلى الشاي.
قد يُستخدم الغصن بأكمله، على حسب طريقة استعماله في الأطباق (على سبيل المثال، في مجموعة البهارات الجافة)، أو الأوراق المنزوعة أو السيقان المطروحة. عادة، عندما تحدد الوصفة الطبية 'العنقود' أو 'الغصن'، فهو يعني الشكل بأكمله؛ وعندما تذكر المعالق فيقصد الأوراق. ومن المقبول تمامًا أن يكون المجفف بديلًا عن الزعتر بأكمله.
يمكن نزع الأوراق من السيقان عن طريق كشطه بالجزء الخلفي من السكين أو عن طريق نزعه بالأصابع أو بأسنان الشوكة.
يحتفظ الزعتر بنكهته عند التجفيف أفضل من العديد من الأعشاب الأخرى. غالبًا ما تعد عملية الاستبدال في غاية التعقيد عما يبدو لأن الوصفات قد تخصص الأغصان وقد تختلف الأغصان في محصول الأوراق.
نستطيع استعمال الزعتر في ماكولات عديدة منها:
1) نضع الزعتر المطحون على اللبنة والزيت.
2) عمل معجنات الزعتر وذلك بوضع الزعتر الأخضر في العجينة ومن ثم خبزه.
3) خبز مع الزعتر المطحون وهذه تسمى «مناقيش» نضع الزعتر على العجينة من فوق ومن ثم نخبزها
يمكن تجميد الزعتر الطازج وإضافته للمرقة (الحساء)، ويُستَخدم أيضاً للحوم والدجاج والسمك؛ لإضافة نكهة ورائحة، ويمكن استخدامه للمخللات.

## الاستخدام الطبي
تحتوي أنواع الزعتر الشهيرة زيت الزعتر والزيت العطري (ثيمس فيلجاريس) على نسب تتراوح من 20-54% من الثيمول (thymol). يحتوي الزيت العطري أيضًا على مجموعة من المركبات الإضافية، مثل بي سيمين (Cymene) والميرسين (myrcene) والبورنيول (borneol) واللينالول (linalool). الثيمول هو مطهر وهو المكون الأساسي النشط في منتجات سوائل تنظيف الفم التجارية المختلفة مثل ليسترين (Listerine). وقبل التعرف على المضادات الحيوية الحديثة، كان زيت الزعتر يُستخدم لمداواة الضمادات. وأثبت الثيمول أيضًا فعاليته في التغلب على الفطريات المعروفة باسم عدوى الأظافر. واتضح أيضًا أن الثيمول يعد عنصرًا نشطًا في مطهرات اليد ذات المكونات الطبيعية بالكامل والخالية من الكحول.
يُستخدم الشاي المصنوع عن طريق الغمس العشب في الماء لمعالجة السعال والتهاب القصبات الحاد.
وفي إحدى الدراسات التي أجرتها جامعة ليدز ميتروبوليتان (Leeds Metropolitan University) اتضح أن الزعتر قد يكون مفيدًا في معالجة العد الشائع (حَب الشباب).

## شاي الزعتر

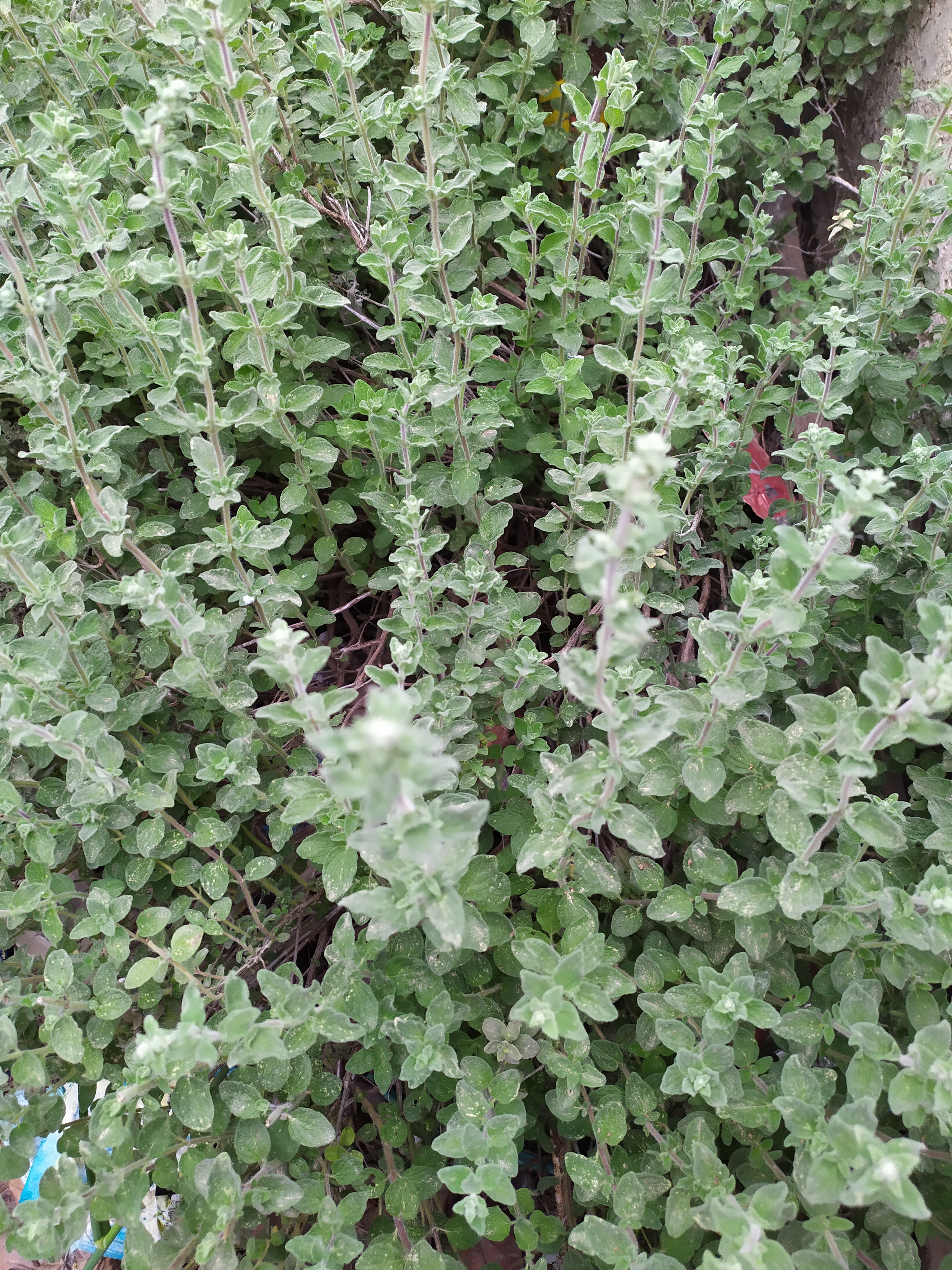
زعتر جبلي،يستخدم غذاء ودواء

من طرق استهلاك الزعتر هو صنع الشاي منه، ويمكن ذلك باستخدام أوراق الزعتر الطازجة أو الزعتر المجفف أو مسحوق الزعتر المطحون.

## الأنواع والأصناف المهمة

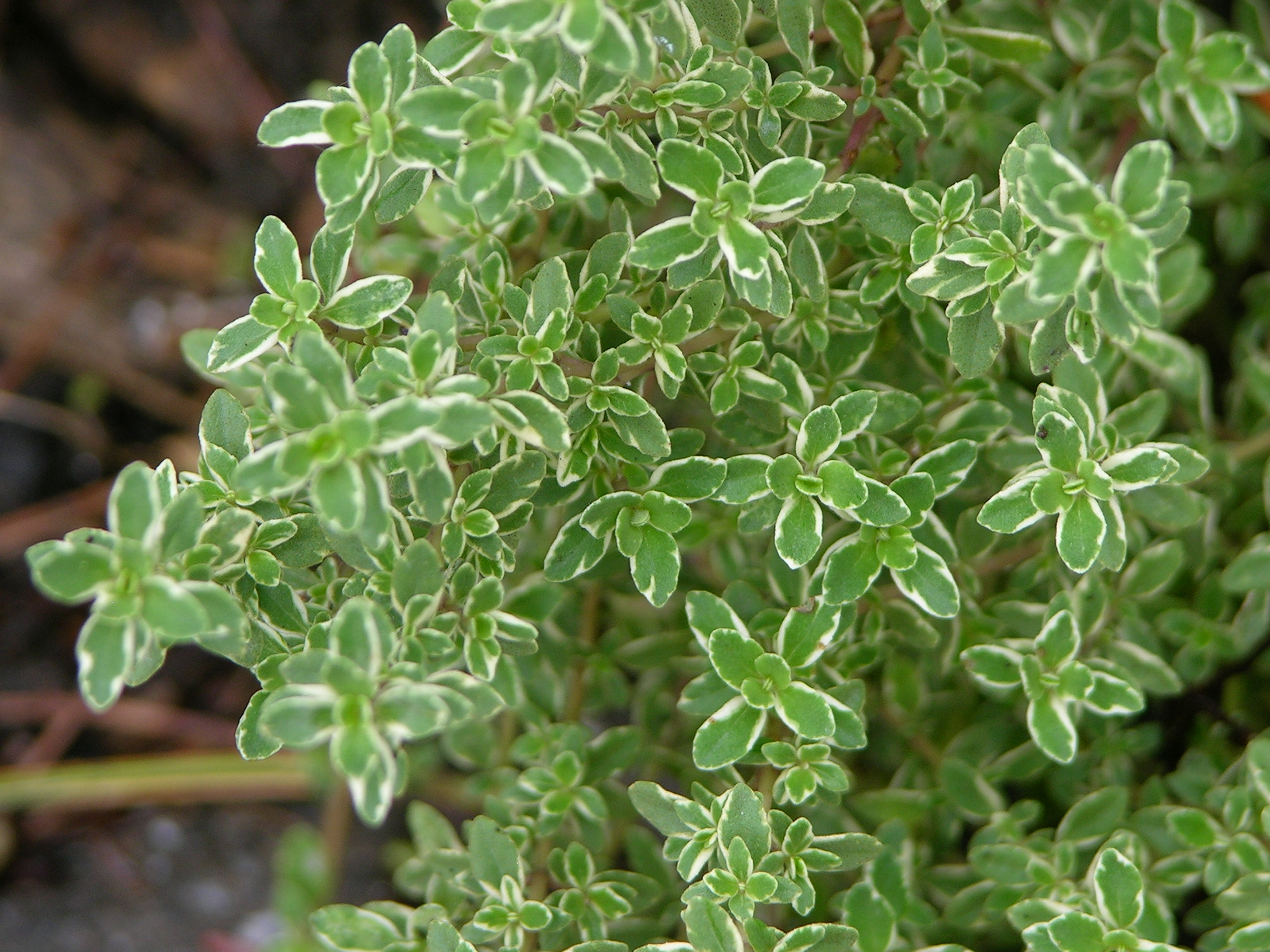
زعتر الليمون الملون

- الزعتر الهجين — كوكتيل من زعتر الليمون وزعتر البرتقال وزعتر الليمون الحامض.
- زعتر الكراويا (Thymus herba-barona) يستخدم كعشب للطهي ويُفرش في الأرضية وتظهر فيه رائحة الكراويا القوية نتيجة لوجود عنصر الكرفون الكيميائي.
- الزعتر الصوفي (Thymus pseudolanuginosus) ليس عشباً للطهي ولكنه يُستخدم كغطاء للأرضية.
- الزعتر البري (Thymus serpyllum) أو (الزعتر الزاحف) هو نبات يحتوي على مصدر رحيق مهم لنحل العسل. تعد جميع أنواع الزعتر مصادر رحيق، ولكن الزعتر البري يغطي مساحة شاسعة من التربة الجافة والصخرية في جنوب أوروبا (وعلى وجه الخصوص اليونان، المشهورة بعسل الزعتر البري) وفي جنوب إفريقيا، بجانب المناظر الطبيعية الشبيهة في بيركشاير (Berkshire Mountains) وجبال كاتسكيل (Catskill Mountains) في شمال شرق الولايات المتحدة. وهو يعد أقل أنواع الزعتر المستخدم على نطاق واسع نموًا، وهو مثال للنمو في الممرات.
- الزعتر الشائع (المشهور بالزعتر أو الزعتر الإنجليزي أو زعتر الصيف أو زعتر الشتاء أو الزعتر الفرنسي[19] http://www.sandmountainherbs.com/thyme_french.html</ref></a> أو زعتر الحدائق)[20] المستخدم كـعشب للطهي على نطاق واسع. وهو له أيضاً استخدامات طبية الزعتر الشهير هو النبات المعمر في البحر الأبيض المتوسط وهو الأنسب للتربة الخصبة الجيدة والمشمسة تمامًا.

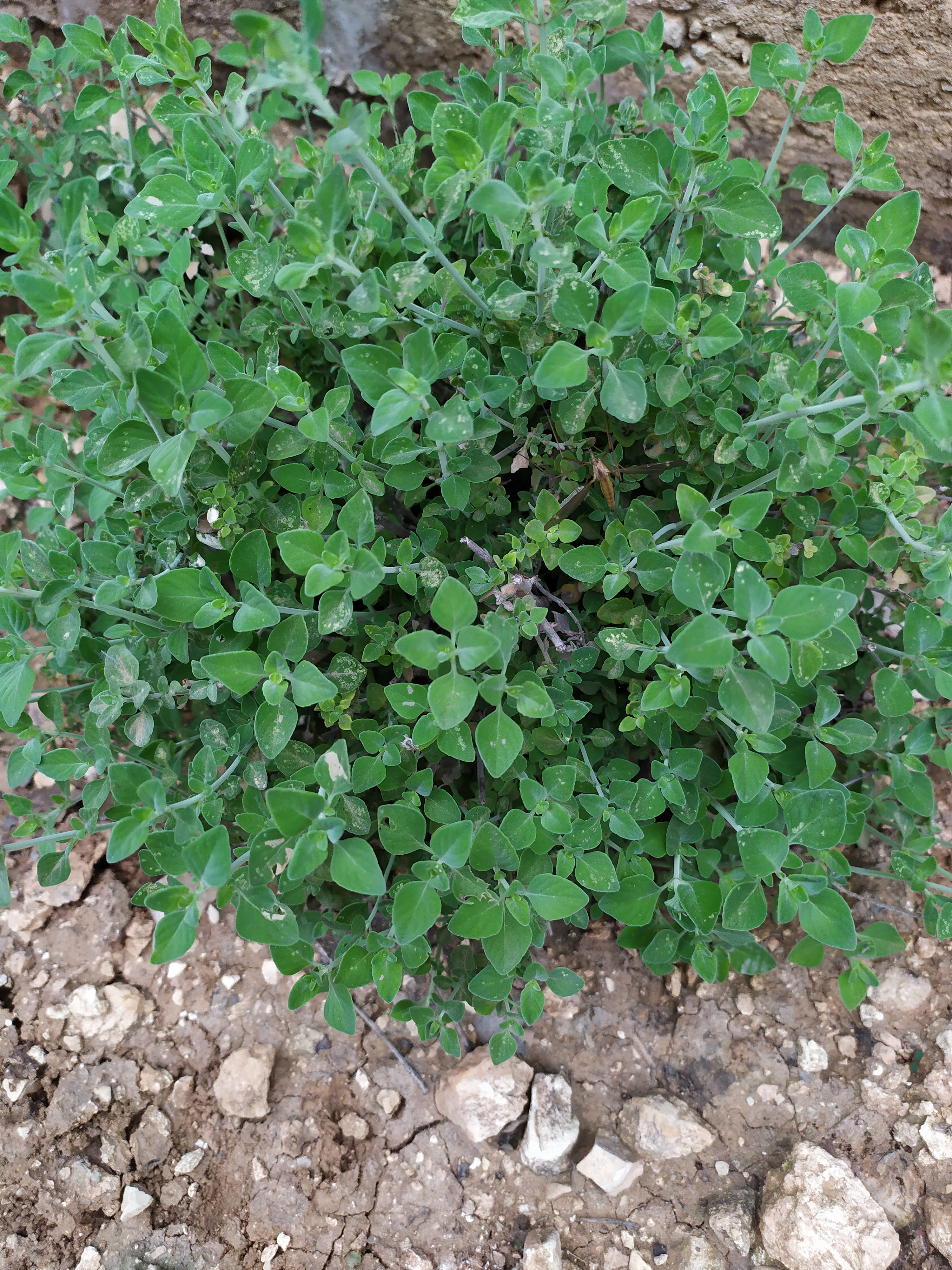
زعتر البلاط أو نبات القورنية

- زعتر البلاط أو نبات القورنيةزعتر البلاط أو القورنية أو القرنية، وهي نبتة تستخدم غذاء ودواء، ولها رائحة ونكهة طيبة تضاف مع شراب الشاي.[21]